# 格特维克修道院

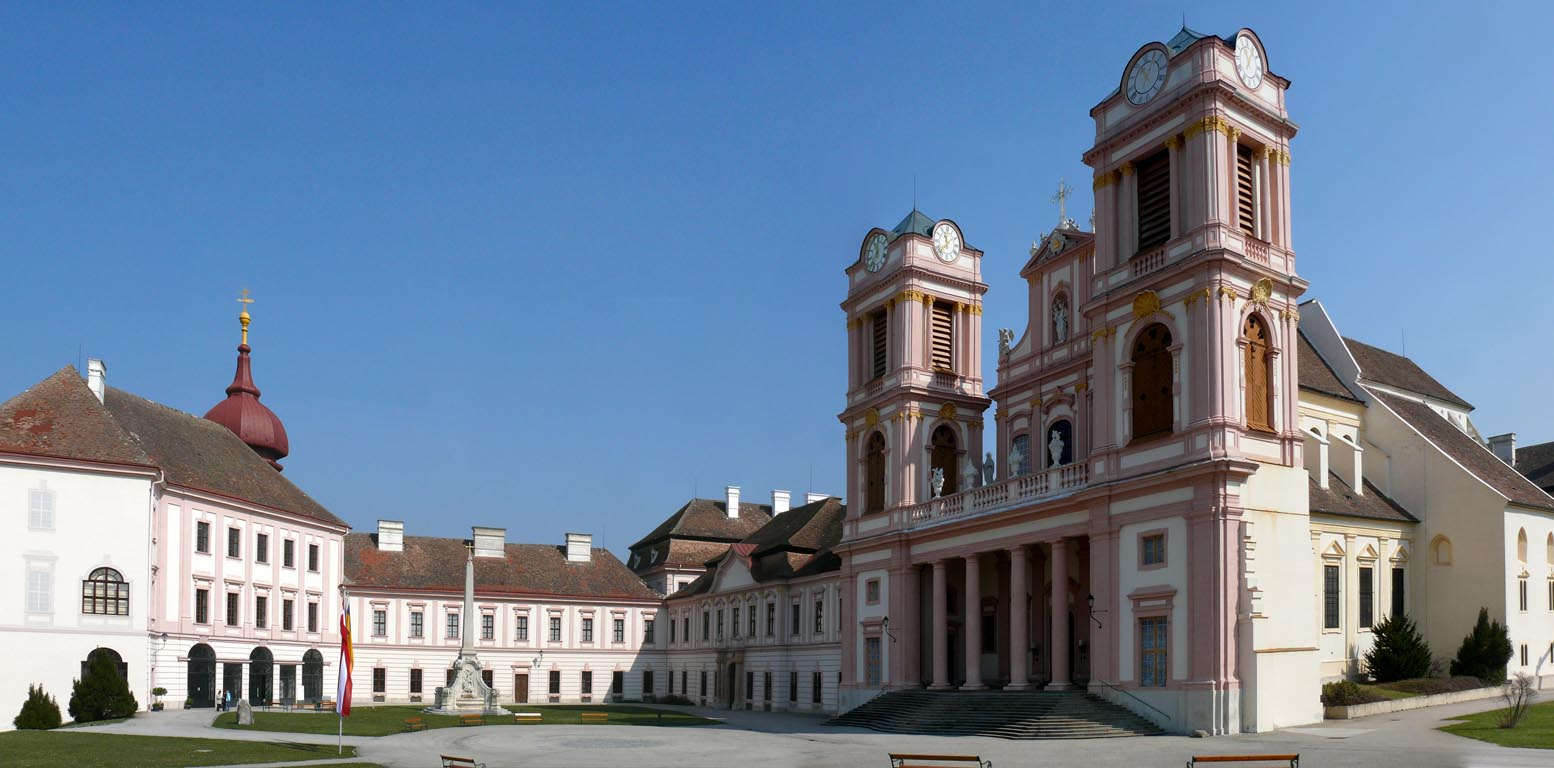
Abbey Church and Cloister

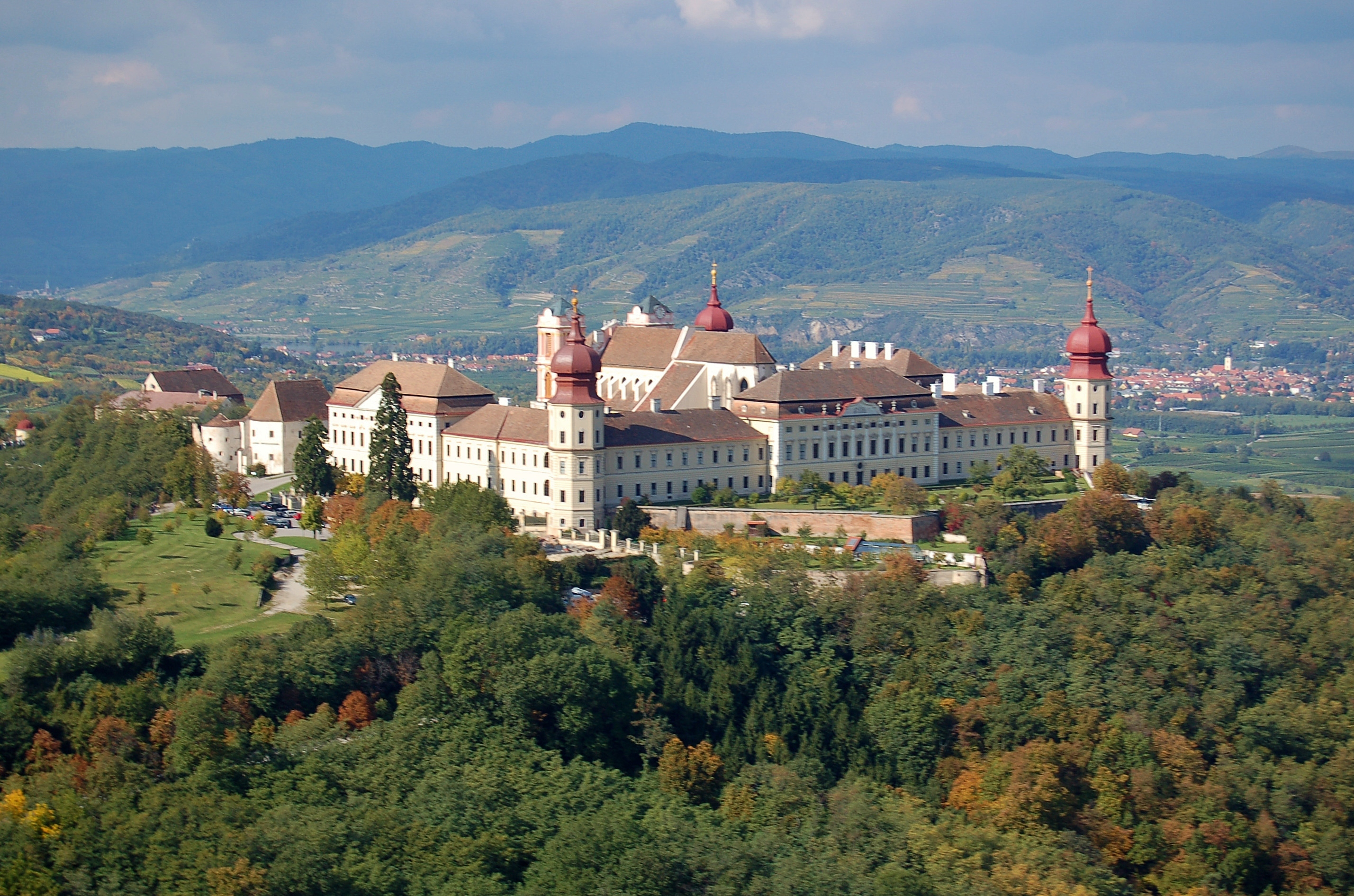
Abbey Church and Cloister

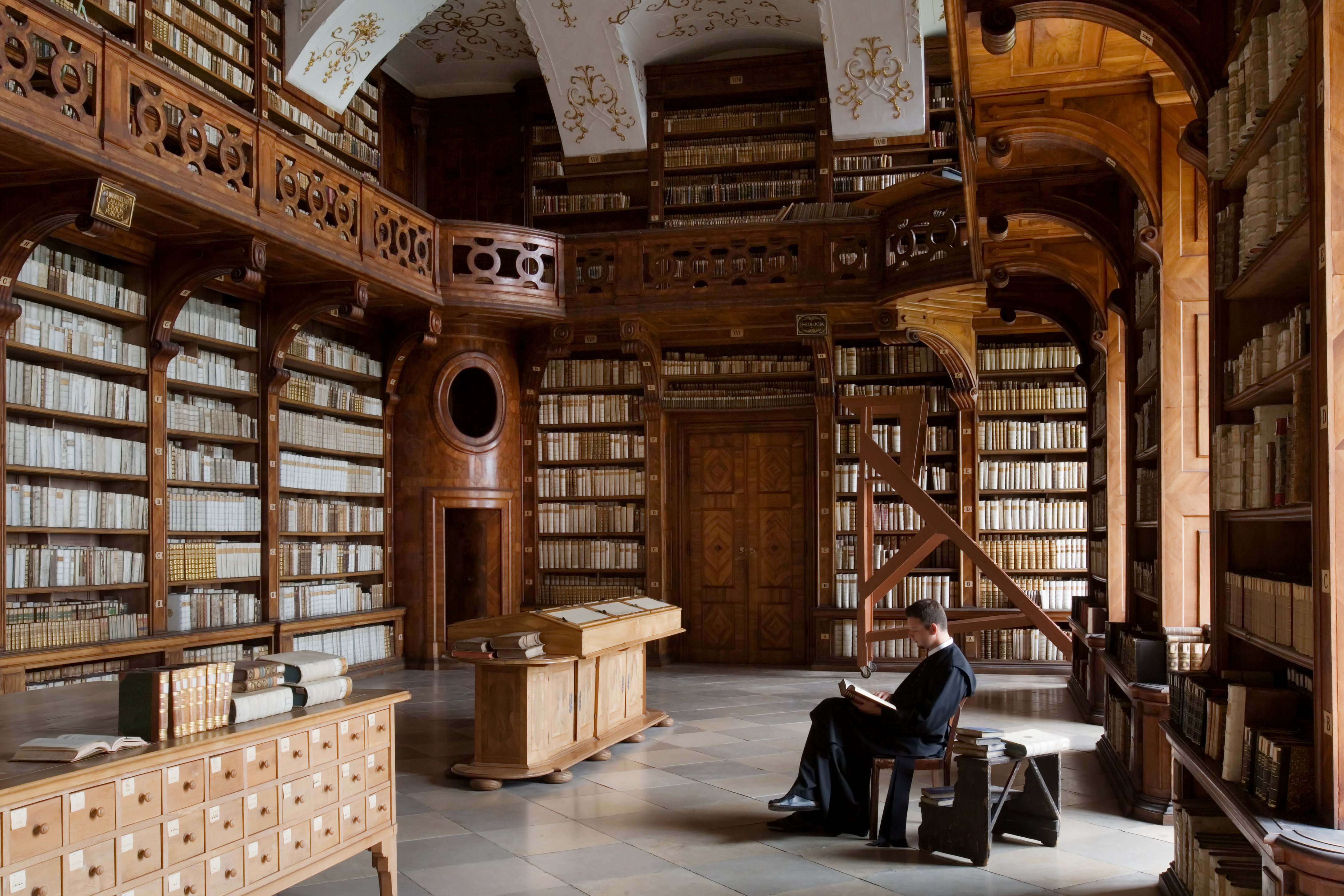
Göttweig Abbey library

格特维克修道院（德語：Stift Göttweig）是一座本笃会修道院，位于奥地利下奥地利州克雷姆斯乡村县的富尔特（Furth bei Göttweig），多瑙河以南的山麓丘陵，靠近多瑙河畔克雷姆斯。1083年由帕绍主教阿尔特曼创建。
2000年，它被列入联合国教科文组织世界遗产名录，成为“瓦豪文化景观、梅尔克修道院和格特威格修道院以及克雷姆斯古城”的一部分。

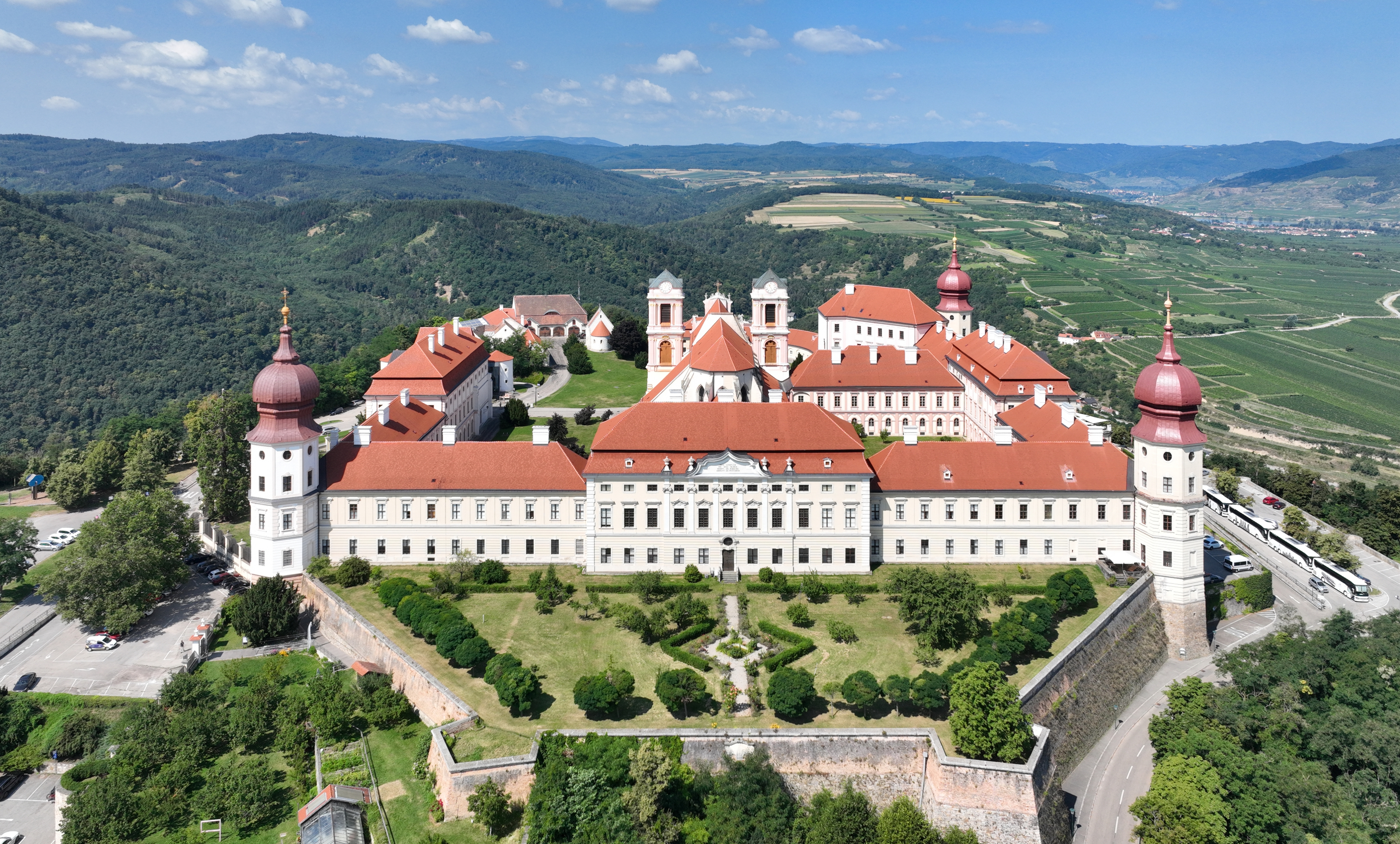
East view of Göttweig Abbey
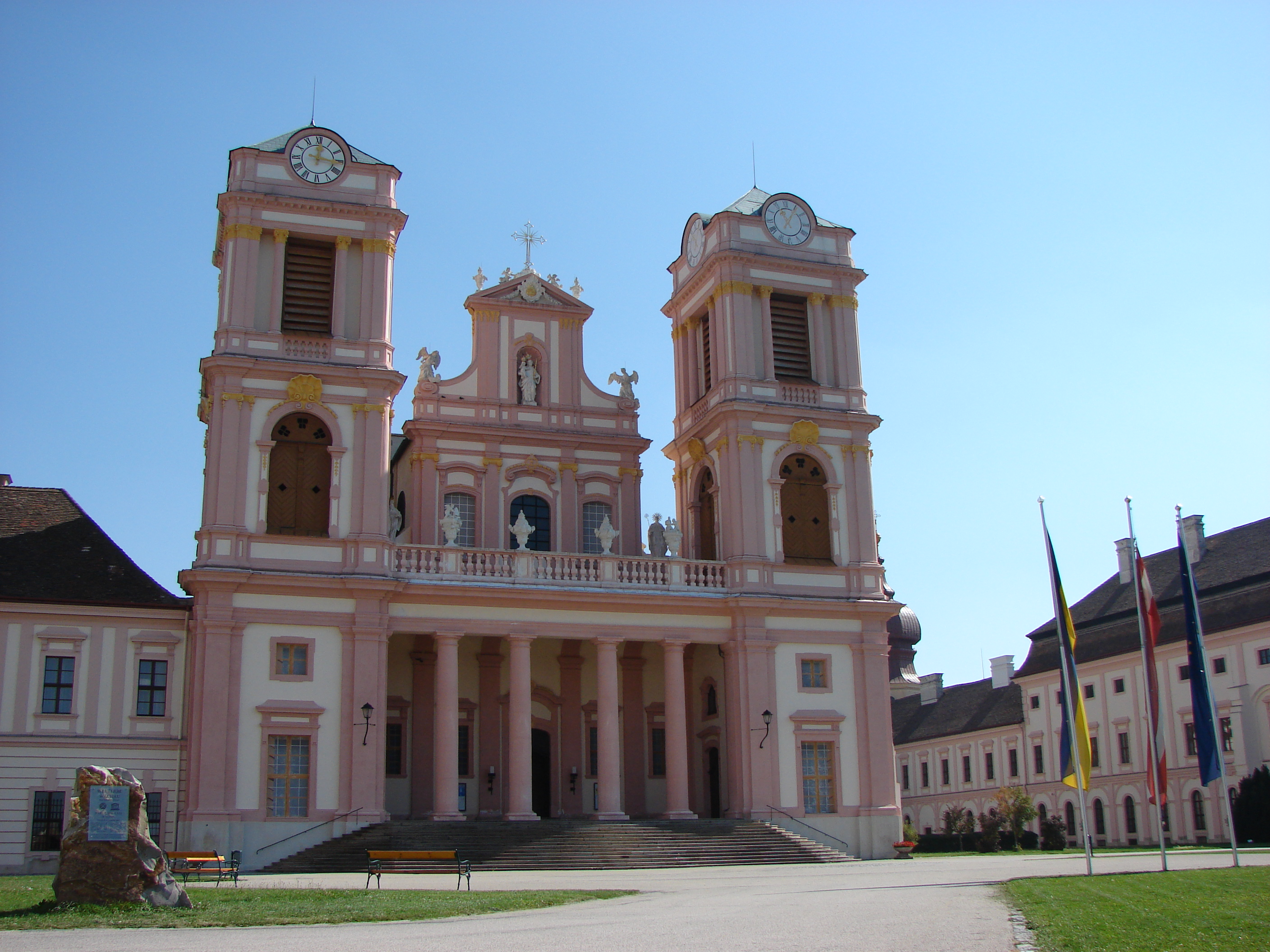
Abbey church
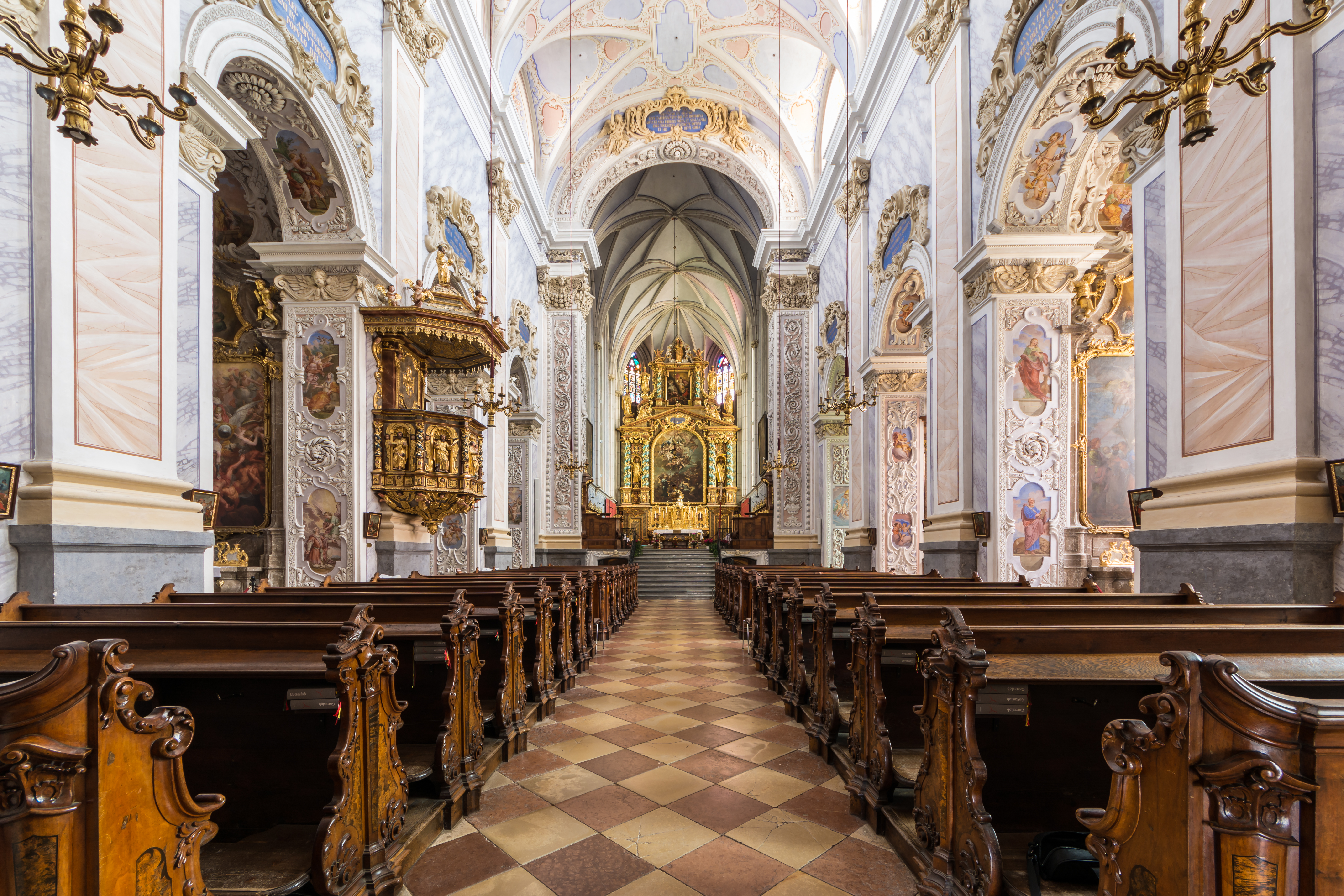
Nave, high altar, and pulpit
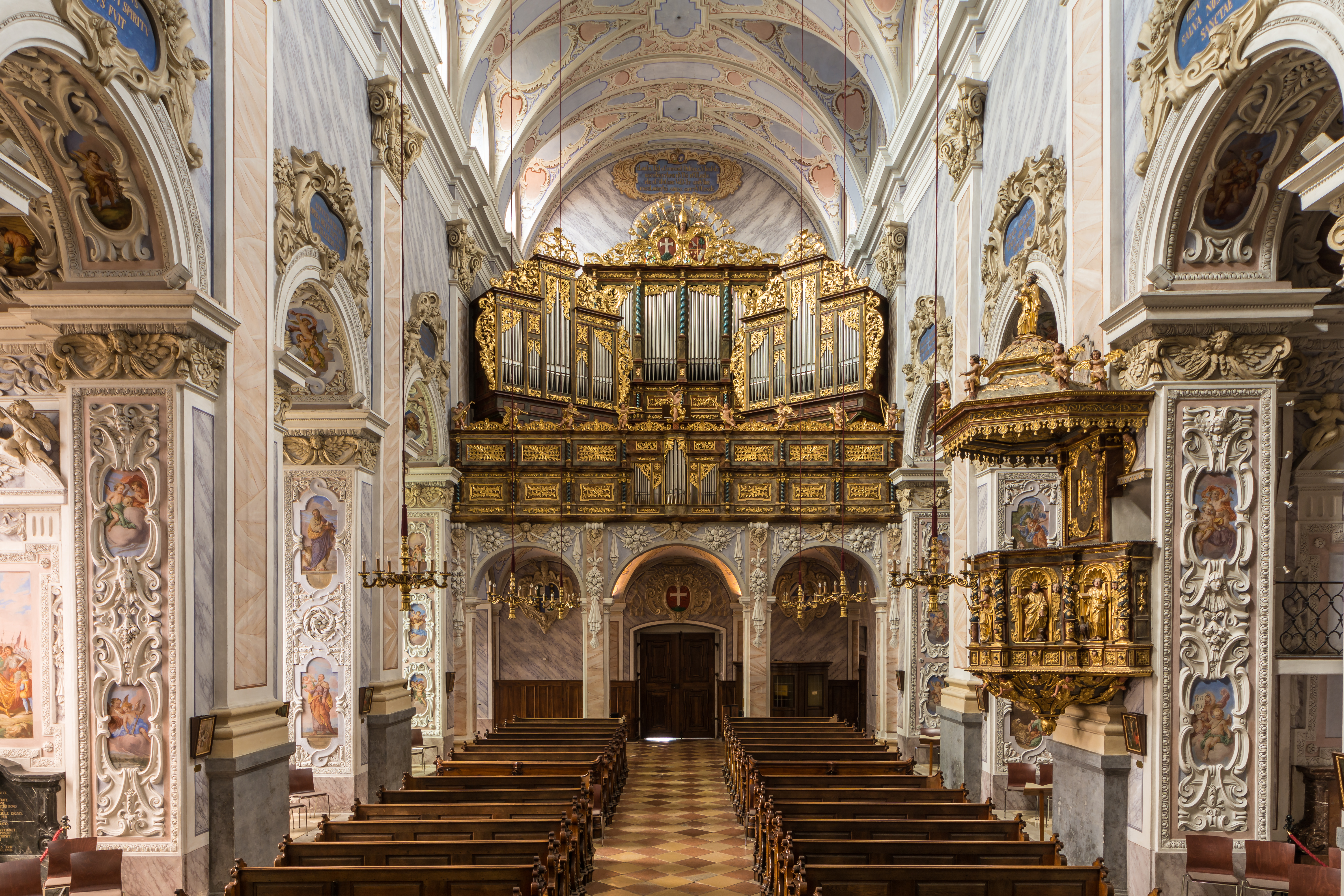
Nave and organ
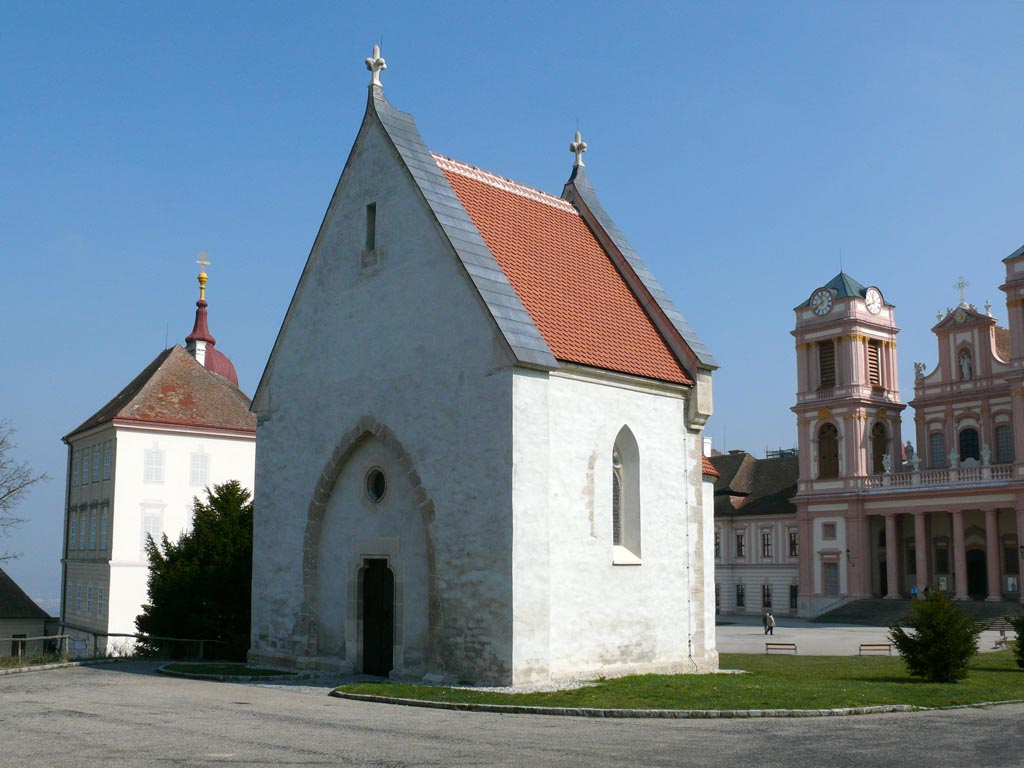
Erentrudis Chapel
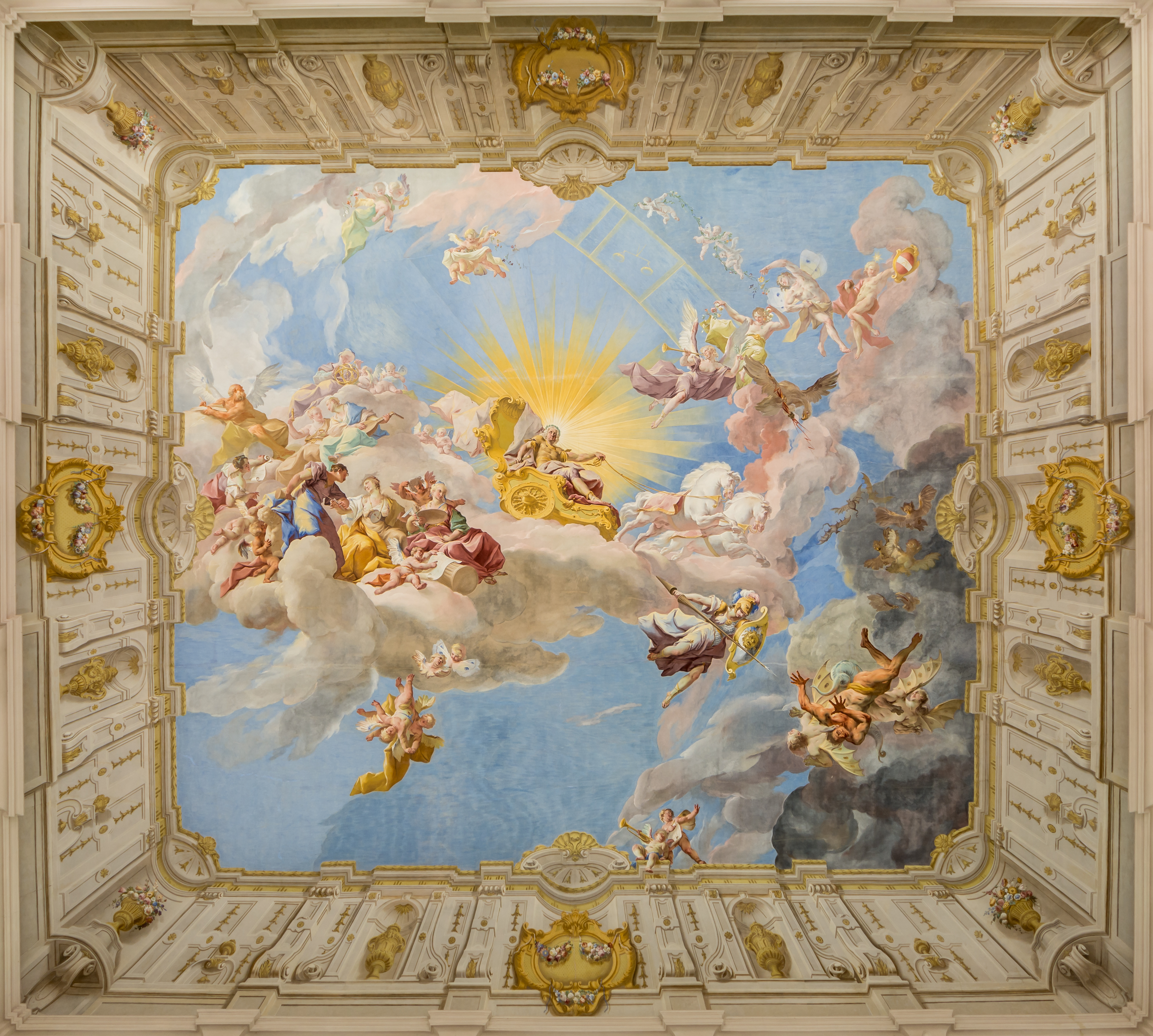
Imperial Staircase: Apotheosis of Charles VI (fresco by Paul Troger, 1739)
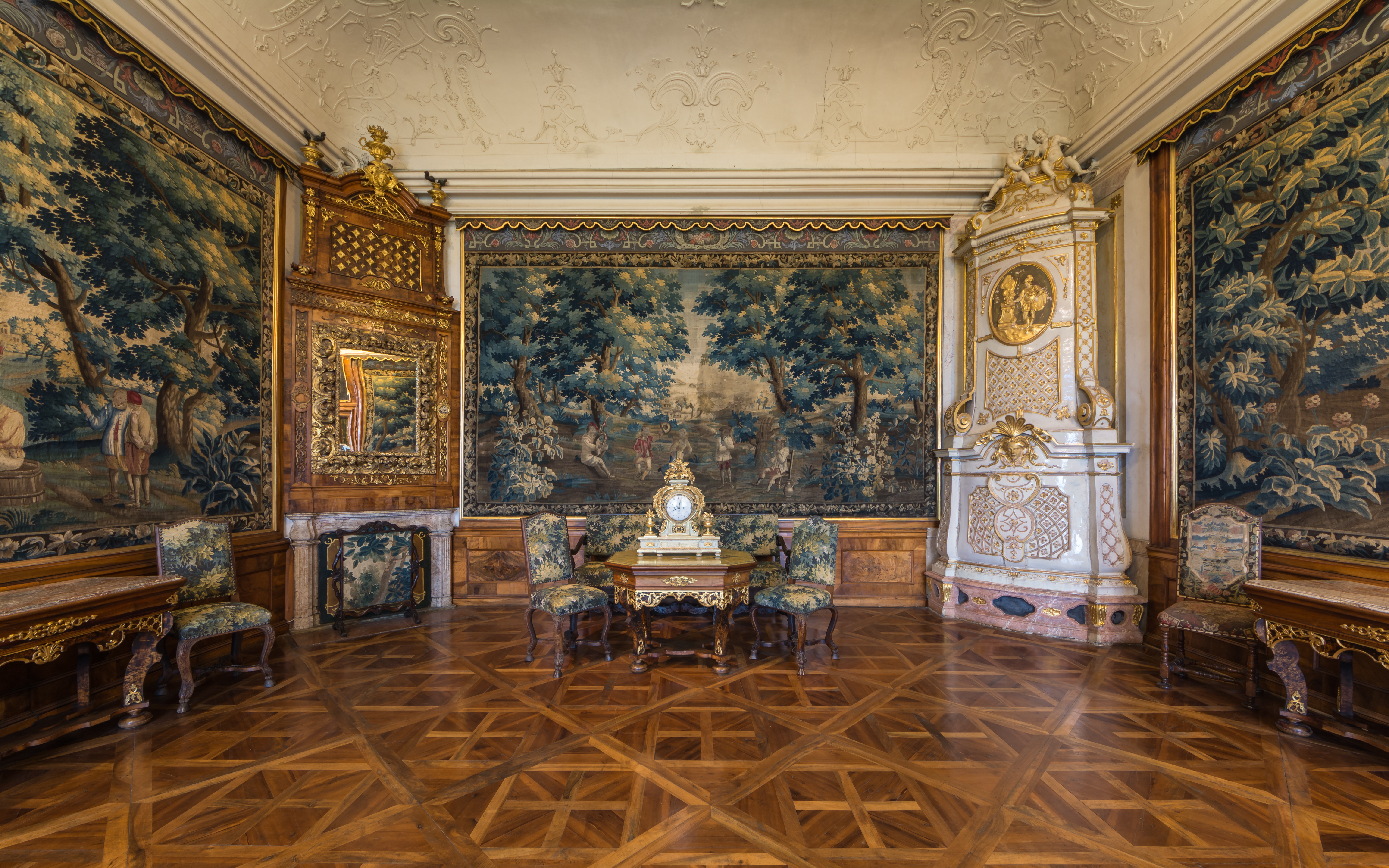
Tapestry room